# Adamsite (arme chimique)
Pour les articles homonymes, voir Adamsite.
L’adamsite ou agent DM (diphénylaminechlorarsine) est un produit chimique toxique, issu de la chimie organique, classé dans les produits organoarséniés qui a été utilisé comme arme chimique (gaz de combat), connu comme « agent vomitif » qui, passant au travers des premiers masques à gaz, forçait les soldats à retirer leur masque et à ainsi respirer d'autres gaz toxiques ou à être en état d'incapacité à se battre.

## Histoire
Ce produit a été synthétisé pour la première fois en Allemagne par Heinrich Otto Wieland (en 1915), mais indépendamment développé par le chimiste américain Roger Adams (qui lui a laissé son nom) à l'Université de l'Illinois, en 1918. 
L'agent DM a été produit et stocké par les Américains en grande quantité à la fin de la Première Guerre mondiale, mais jamais déployé sur le champ de bataille. Il a été, cependant, utilisé contre la Bonus Army alors qu'elle manifestait à Washington DC, au printemps et durant l'été 1932, où il aurait causé des blessures graves et la mort de plusieurs enfants qui accompagnaient leurs parents dans les manifestations.
Il a fait partie des « armes spéciales » qui ont joué un rôle central dans les « sections des grottes » mobilisées contre les abris souterrains de l’Armée de libération nationale (ALN) en Algérie pendant la guerre d'indépendance contre la France (1954-1962). Ila été utilisé comme gaz de combat chargé dans des grenades, chandelles et roquettes.

## Description
Le DM est un gaz inodore issu de cristaux qui se dégradent dans l'air avec une très faible pression de vapeur. 

La couleur des cristaux varie du jaune vif au vert foncé selon leur pureté.
Le DM est facilement soluble dans certains solvants organiques (par exemple, acétone, dichlorométhane), mais presque insoluble dans l'eau; 

Sa vapeur apparaît comme une fumée jaune canari.
L'adamsite était habituellement dispersé comme aérosol (via un explosif) ciblant les voies respiratoires supérieures comme principal site d'action. Ses effets sont semblables à ceux causés par d'autres agents dits de lutte antiémeute typiques  (ex : CS), mais son action est plus lente et plus durable (souvent de plusieurs heures), après un temps de latence correspondant à une période d'irritation (5-10 minutes) des yeux, des poumons et des muqueuses, suivie de maux de tête et de nausées violentes et persistantes (vomissements répétés).  
L'agent DM est maintenant considéré comme obsolète, même comme agent de lutte « antiémeute » où il a été remplacé par le CS moins dangereusement toxique  et plus rapidement efficace. 
La première utilisation sur le champ de bataille s'est fait avec des « "bougies" d'adamsite » ("Adamsite candles") ; grands tubes métalliques contenant un mélange pyrotechnique à combustion lente produisant une fumée d'adamsite dérivant avec le vent vers l'ennemi.
La Corée du Nord a été accusée en 2003 de produire secrètement de l'adamsite dans son complexe chimique de Aoji-ri, pour le stocker comme arme chimique.